# Artea
Artea – gmina w Hiszpanii, w prowincji Biskaja, w Kraju Basków, o powierzchni 12,39 km². W 2011 roku gmina liczyła 783 mieszkańców.